# Adaptive Transform Acoustic Coding
ATRAC ist die Abkürzung für Adaptive TRansform Acoustic Coding (deutsch etwa: Anpassungsfähige Tonumwandlungskodierung) und stellt ein Audiodatenkompressionsverfahren dar.

## Technik
ATRAC basiert auf psychoakustischen Grundregeln und komprimiert Audio-Dateien auf einen Bruchteil des ursprünglichen Datenvolumens. Der ATRAC-Codec wurde von Sony mit der Einführung der MiniDisc im Jahre 1992 vorgestellt und unterlag von Anfang an einem erhöhten Weiterentwicklungsprozess. Wenige weitere Hersteller eigener ATRAC-Versionen sind bspw. Sharp oder Panasonic, welche jedoch weniger Wert auf die Weiterentwicklung von ATRAC legten als Sony. Als Grund für das geringe Interesse weiterer Hersteller an ATRAC werden hohe Lizenzgebühren vermutet. Wegen der Klangeigenschaften „fremder“ ATRAC-Versionen (welche in etwa mit Sonys ATRAC 4.5 gleichauf sind) wird empfohlen, in DSP Type-R oder Type-S aufzunehmen, um möglichst große Transparenz zu erreichen.

### Aufbau
Der ATRAC-Codec arbeitet mit drei Frequenzbändern von 0 bis 5,5 kHz, von 5,5 kHz bis 11 kHz und von 11 kHz bis 22 kHz, die jeweils mittels MDCT in 128 Bänder untergliedert sind. Es existiert ein Blockmodus von 11,6 ms sowie ein Modus bestehend aus drei kurzen Blöcken von 2,9 ms, 2,9 ms und 1,45 ms. Alle Versionen von ATRAC (1.0 bis hin zu DSP Type-S) werden mit 292 kbit/s encodiert, einschließlich der Mono-Aufnahme „LP“ (welche lediglich einen statt beider Stereo-Kanäle beinhaltet und dadurch nur die Hälfte an Speicherplatz belegt.) ATRAC3 hingegen bietet als Qualitätsstufen 132 kbit/s „LP2“ sowie 66 kbit/s „LP4“, durch SonicStage später auch 105 kbit/s (ebenfalls als „LP2“ bezeichnet.) Auffällig ist dabei, dass LP2 nur 132 kbit/s statt 146 kbit/s verwendet. Dies ist darauf zurückzuführen, dass die restlichen 14 kbit/s dazu genutzt werden, älteren MiniDisc-Geräten welche nicht MDLP-fähig sind, eine gewöhnliche SP-Datei vorzugaukeln, die sich ohne Ton abspielen lässt.

### Vergleich

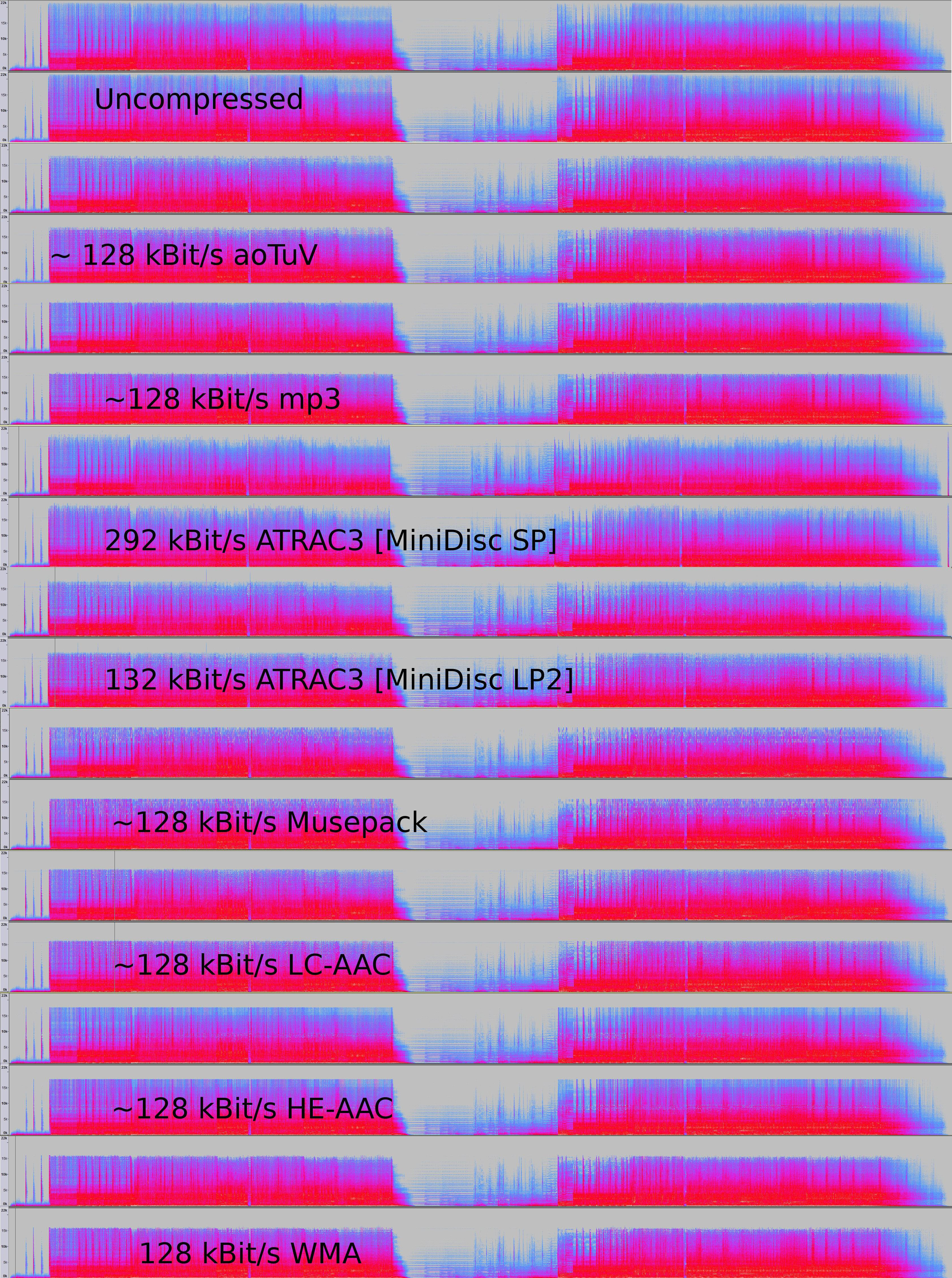
Eine Spektralanalyse des unkomprimierten Liedes The Power of Thy Sword zeigt eine volle Bandbreite bis etwa 21 kHz, hingegen die unteren Spektren der jeweiligen Dateien eine wesentlich geringere Bandbreite, dies heißt allerdings nicht sofort, dass sich die Audioqualität drastisch verändert hat. (MiniDisc-Frequenzspektren aus analoger Aufnahme)

Der Vorteil des Codecs gegenüber anderen Formaten besteht in der Möglichkeit der unterbrechungsfreien Wiedergabe und im relativ geringen Decodierungsaufwand der komprimierten Daten, so dass bei tragbaren Endgeräten eine längere Akkulaufzeit möglich ist. Beim Abspielen kann bei gleicher Bitrate eine etwa 20 % längere Akkulaufzeit als bei MP3-Dateien erreicht werden, wenngleich ATRAC3 in einem unabhängigen Vergleichstest schlechter als MP3 bewertet wurde und man daher eine höhere Bitrate verwenden müsste, um auf eine ähnliche Qualität zu kommen (allerdings ist nicht dokumentiert, welche Version von ATRAC hierfür verwendet wurde). Ein weiterer Nachteil von ATRAC ist, dass man kaum Musik in diesem Format findet. Konvertiert man von einer bereits verlustbehaftet komprimierten Quelle (etwa MP3) in ATRAC, leidet die Qualität besonders. Eine Besonderheit an ATRAC ist, dass dem Codec nicht explizit eine Bit-Tiefe zugeteilt wird, wodurch einige MiniDisc Abspiel- und Aufnahmegeräte (hauptsächlich Decks diverser Hersteller und portable Geräte von Sharp) die Wiedergabe und Aufnahme in echter 20- oder 24-Bit Qualität erlauben. Sofern eine analoge oder digitale Aufnahme einer Wiedergabequelle über der CD-Norm mit 16-Bit gemacht wurde (bei analogen Aufnahmen wird ein A/D-Wandler mit 20- oder 24-Bit Funktion benötigt), lässt diese sich auch in dementsprechend hoher Qualität reproduzieren (sofern auch das Abspielgerät die D/A-Wandlung über 16-Bit beherrscht.)

### Kopierschutzmaßnahmen
Der Codec beinhaltet verschiedene Kopierschutzmechanismen, seit ATRAC3 auch Digital Rights Management. So sollen Urheberrechtsverletzungen unterbunden werden, gleichzeitig werden aber auch die Nutzungsmöglichkeiten von ATRAC eingeschränkt. Hier hat Sony im Jahr 2006 mit dem Erscheinen der Software SonicStage 3.4 nachgebessert. Der Kopierschutz lässt sich nun nach Belieben abschalten und ist damit wirkungslos geworden. Lediglich bei Kaufmusik aus Sonys Connect Onlinestore bleibt er bestehen.

## Verbreitung
Neben der MiniDisc unterstützen auch andere Abspielgeräte der Firma Sony ATRAC, beispielsweise die PlayStation 3, PlayStation Portable, Audioplayer mit Flash-Speicher, tragbare ATRAC-CD-Player und alle aktuellen Walkman-Produkte. Außerdem wird es bei dem professionellen Filmtonformat SDDS (Sony Dynamic Digital Sound) zur Komprimierung der Daten eingesetzt. Die für diverse MP3-Player verfügbare alternative Firmware Rockbox bietet ebenfalls die Möglichkeit, mit ATRAC komprimierte Dateien abzuspielen.
Am 30. August 2007 kündigte Sony an, seinen Online-Music-Shop Connect einzustellen und alle Walkmanprodukte im Jahr 2008 auf das Format WMA umzustellen. Seither erschienen auch keine ATRAC-fähigen Geräte mehr. Somit wurde offensichtlich die Weiterentwicklung von ATRAC eingestellt.

## Geschichte
Dass ältere Geräte von Sony nur ATRAC, neuere Geräte aber auch MP3, AAC und andere Formate unterstützen, gilt als Hinweis darauf, dass Sony den Versuch aufgegeben hat, ein eigenes Format neben verbreiteteren Formaten im Markt zu etablieren. ATRAC sollte als proprietäres Format untrennbar mit den bis dato erfolgreichen Walkmans eine marktbeherrschende Stellung einnehmen (ein ähnliches Vorgehen ist auch bei anderen Firmen wie z. B. Apple zu beobachten, das mit dem iPod und iTunes ebenfalls ein abgeschlossenes System betreibt – siehe auch Geschlossene Plattform).
Die Folge dieser Strategie war ein starker Umsatzrückgang bei tragbaren Audioplayern, die nur ATRAC unterstützten, da aus Verbrauchersicht die notwendige Umwandlung von MP3-Dateien in das ATRAC-Format zu umständlich war. Erst 2004 lenkte Sony ein und brachte mit dem NW-HD3 den ersten MP3-fähigen Walkman auf den Markt. Inzwischen unterstützen alle digitalen Audioplayer von Sony mehrere Dateiformate.
Folgende Versionen des ATRAC-Codecs sind bisher erschienen:
| ATRAC-Version (Erscheinungsjahr)       | Bitrate                                 |
| -------------------------------------- | --------------------------------------- |
| ATRAC-1 (nur MiniDisc) (1992)          | 292 kbit/s                              |
| ATRAC-2 (MiniDisc + SDDS) (1994)       | 292 kbit/s                              |
| ATRAC-3 (nur MiniDisc) (1995)          | 292 kbit/s                              |
| ATRAC-3.5 (nur MiniDisc) (1996)        | 292 kbit/s                              |
| ATRAC-4 (nur MiniDisc) (1996)          | 292 kbit/s                              |
| ATRAC-4.5 (nur MD-Decks) (1996)        | 292 kbit/s                              |
| ATRAC3 (mit MDLP) (2000)               | 132/105/66 kbit/s                       |
| ATRAC DSP Type-R (nur MiniDisc) (1998) | 292 kbit/s                              |
| ATRAC DSP Type-S (nur MiniDisc) (2002) | 292 kbit/s                              |
| ATRAC3plus (2003)                      | 48/64/96/128/160/192/256/320/352 kbit/s |
| Atrac Advanced Lossless (2006)         |                                         |